# Bitwa nad Święcianą
Bitwa nad Święcianą – starcie zbrojne, które miało miejsce w roku 798 pomiędzy wodzem Obodrytów Drożkiem i sprzymierzonym z nim legatem Franków Eburisem, a saskim plemieniem Nordalbingów nad potokiem Święcianą (niem. Alte Schwentine) niedaleko miasta Bornhöved.
Bitwa zakończyła się klęską Sasów, według rocznika frankijskiego miało ich polec 4 tysiące (dane prawdopodobnie zawyżone).

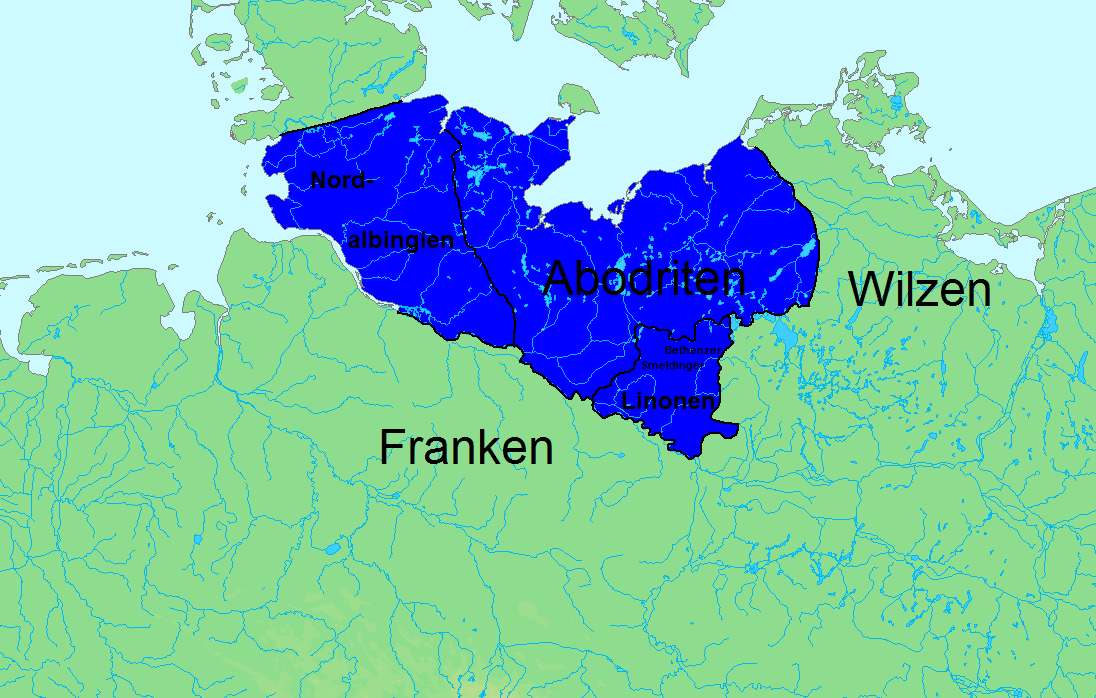
Państwo Obodrytów w czasach panowania księcia Drożka (795–809)

O tych wydarzeniach Annales Laurissenses relacjonują następująco:

Nordliudi contra Thrasuconem, ducem Abodritorum, et Eburisum legatum nostrum conmisso proelio, acie victi sunt. Caesa sunt ex eis in loco proelii quattuor milia, ceteri qui fugerunt et evaserunt, quanquam multi et ex illis cecidissent, de pacis condicione tractaverunt = Nordalbingowie, którzy przeciwko Drożkowi, wodzowi (dux) Obodrytów i Eburisowi, legatowi naszemu, wyszli do walki, w bitwie zwyciężeni zostali. Zabitych zostało spośród nich w miejscu walki cztery tysiące, pozostali uciekli, rozproszyli się, chociaż i wielu z nich pojawiło się, by pokoju warunki omówić

Bezpośrednim wynikiem bitwy było kilkuletnie objęcie, z woli Karola Wielkiego, zwierzchności nad terenami Nordalbingów przez Związek obodrycki
Wynik bitwy zadecydował o złamaniu oporu Sasów zamieszkujących rejony północnej Łaby, którzy od roku 782 toczyli wojnę z Karolem Wielkim a także rozpoczęciu chrystianizacji na tych terenach. W wyniku przesiedleń i wędrówek miejscowych ludów, Półwysep Jutlandzki mocno się wyludnił, a zamieszkujący ten rejon od VI w Duńczycy i Sasi podejmowali migrację do zachodniego Holsztynu. Tak wielka liczba ludności napływowej musiała w końcu doprowadzić do sporów, zakończonych w roku 811 ustaleniem rzeki Eider jako granicznej strefy pomiędzy Danią oraz Cesarstwem Franków. W roku 810 utworzono strefę Limes Saxoniae. Strefa ta była dla Franków i Sasów swoistym buforem ochronnym przed atakami Obodrytów zamieszkujących ziemie obecnego wschodniego Holsztynu.